# Poser
Poser är en mjukvara med vars hjälp det är möjligt att skapa och animera 3D-avatarer.